# Acrolophus euteles
Acrolophus euteles är en fjärilsart som beskrevs av Walsingham 1915. Acrolophus euteles ingår i släktet Acrolophus och familjen Acrolophidae. Inga underarter finns listade i Catalogue of Life.